# Force It
Force It är ett album av UFO, utgivet 1975.

## Låtlista
1. "Let It Roll" - 3:57
2. "Shoot Shoot" - 3:40
3. "High Flyer" - 4:08
4. "Love Lost Love" - 3:21
5. "Out in the Street" - 5:18
6. "Mother Mary" - 3:49
7. "Too Much of Nothing" - 4:02
8. "Dance Your Life Away" - 3:35
9. "This Kid's" - 6:13 (Inkluderande bonusspåret "Between the Walls")

## Nyutgåva
2008 Kom en rem-version av skivan.
Set-list för bonuslåtar:
1. A million miles (tidigare outgivet studiotrack)
2. Mother Mary (liveinspelning 11 december 1975)
3. Out in the street (liveinspelning 11 december 1975)
4. Shoot shoot (liveinspelning 11 december 1975)
5. Let it roll (liveinspelning 25 april 1976)
6. This kid's (liveinspelning 25 april 1976)